# Lirceus culveri
Lirceus culveri és una espècie de crustaci isòpode pertanyent a la família dels asèl·lids.
La femella fa 6,8 mm de llargària màxima i el mascle 6,2. No té ulls ni pigments. És detritívor. És una espècie molt sedentària, que viu a les aigües dolces subterrànies. Es troba al sud-oest de Virgínia (els Estats Units).